# サスキ・バスコニア
CDサスキ＝バスコニアSAD（Club Deportivo Saski-Baskonia, S.A.D.）は、スペイン・バスク州アラバ県ビトリア＝ガステイスに本拠地を置くプロバスケットボールチーム。バスク州の銀行であるラボラル・クチャがスポンサーであり、スポンサーネームはラボラル・クチャ・ビトリア(Laboral Kutxa Vitoria)。リーガACB（リーガ・エンデサ）に所属している。
2004-05シーズンからは4シーズン連続で、ユーロリーグのファイナル4に進出している。2004-05シーズンは決勝でイスラエルのマッカビ・テルアビブBCに敗れ、2005-06シーズンは準決勝でマッカビ・テルアビブに敗れ、2006-07シーズンは準決勝でギリシャのパナシナイコスBCに敗れ、2007-08シーズンは準決勝でロシアのPBC CSKAモスクワに敗れた。
サスキ・バスコニアでプレーした著名な選手には、ヴェリミル・ペラソヴォッチ、ホセ・カルデロン、アルヴィーダス・マツィヤウスカス、アンドレ・ノシオーニ、ファブリシオ・オベルト、パブロ・プリジオーニ、イゴール・ラコセビッチ、ルイス・スコラ、ゴラン・ドラギッチ、ティアゴ・スプリッター、ミーザ・テレトヴィッチ、コルトン・アイヴァーソン、トーマス・エウテルなどがいる。

## 名称

### クラブ名称
- 1959-1976 CDバスコニア(Club Deportivo Vasconia)
- 1976-1988 CDバスコニア(Club Deportivo Basconia) – 「バスコニア」部分の綴り違い
- 1988- サスキ・バスコニアS.A.D.(Saski-Basconia S.A.D.)

### スポンサー名称
- 1983-1986 カハ・アラバ(Caja Alava)
- 1986-2009 タウグレス(Taugres) / TAUセラミカ(TAU Ceramica)
- 2009- カハ・ラボラル(Caja Laboral) / ラボラル・クチャ(Laboral Kutxa)

1983年から1986年までは銀行のカハ・アラバがネームスポンサーを務めた。1986年から2009年には、陶器製造企業であるTAULELL（タウレル）がネームスポンサーを務めた。1986年から1997年までは、TAULELLのスペインでのブランド名であるTaugres（タウグレス）をチーム名称に用いていた。1997年、別のブランド名であるTAU（タウ）を用いて、TAUセラミカ・バスコニア (TAU Ceramica Baskonia)にチーム名称を変更した。単独のチームに言及する際にはTAUバスコニア(TAU Baskonia)が頻繁に用いられる。バスコニア(Baskonia)、サスキ・バスコニア(Saski Baskonia)、サスキ・バスコニアS.A.D.（S.A.D.は日本語の株式会社に類似する用語）は、スポーツクラブ全体の名称として用いられる。2009年、スペインの銀行であるカハ・ラボラルがクラブの新ネームスポンサーとなり、後にラボラル・クチャ・バスコニアというチーム名称となった。スポンサー金額は増加し、クラブの予算増額に貢献した。

## 歴史

### 設立から1990年代
1959年、CDバスコニアのバスケットボール部門としてチームが設立された。クラブは抜群のスカウティング力と抜け目のない経営力で知られる。1971年には初めてプリメーラ・ディビシオンでプレーし、1990年代にはスペインバスケットボール界の主役のひとつに成長した。1991年には現在のホームアリーナであるパベリョン・アラバを使用し始めた。1990年代には国際試合でもその名をとどろかせ、1994年と1995年にはFIBAサポルタ・カップで決勝に進出した。1996年にもサポルタ・カップで決勝に進出し、ギリシャのPAOK BCを破って優勝した。1995年のコパ・デル・レイでは、パブロ・ラソとヴェルミル・ペラソヴィッチがチームを牽引し、クラブ史上初の優勝を飾った。1997-1998シーズンにはリーガACBのレギュラーシーズンで1位となり、プレーオフでは初めて決勝に進出したが、バスケット・マンレサに敗れて準優勝だった。1999年にはコパ・デル・レイで2度目の優勝を飾った。2000年にはビトリア＝ガステイス出身の政治家フェルナンド・ブエサがバスク地方分離独立主義組織バスク祖国と自由(ETA)の活動家によって殺害される事件が起こり、パベリョン・アラバはフェルナンド・ブエサ・アレナに改称された。

### 2000年代
2000年に創設されたユーロリーグではすぐに成功をおさめた。エルマー・ベネット、サウリウス・ストムベルガス、ヴィクター・アレクサンダー、ファブリシオ・オベルト、若手のルイス・スコラなど層の厚いロースターを持ち、2000-2001シーズンのユーロリーグではファイナルに進出したが、イタリアのキンデル・ボローニャに敗れた。ロースターにデヤン・トマシェヴィッチとアンドレ・ノシオーニを加え、バスコニアは2001-2001シーズンにコパ・デル・レイで優勝し、さらにリーガACBで初優勝した。スコラとパブロ・プリジオーニが決定的な役割を果たし、2004年と2006年にはコパ・デル・レイでさらにふたつのトロフィーを加えた。ユーロリーグでも成功を継続し、2004-2005シーズンには初めてファイナル4に登場し、準決勝ではPBC CSKAモスクワを破ったが、決勝では前回大会王者のマッカビ・テルアビブBCに敗れた。国内に目を向けると、バスコニアは同シーズンに再びACBの決勝に進出し、レアル・マドリード・バロンセスト戦を2勝2敗で最終戦を迎えたが、残り1分37秒、69-61から劇的な逆転を許して69-70で敗れた。2005-2006シーズンには再びユーロリーグのファイナル4に進出したが、今度は準決勝でマッカビが立ちはだかった。さらに、再びリーガACBで決勝に進出したが、CBマラガにスイープされた。
2006-2007シーズンのバスコニアはユーロリーグのレギュラーシーズンで1位となり、トップ16チームによる決勝トーナメントに進出し、準々決勝ではギリシャのオリンピアコスBCをスイープした。2000年からに限れば、この試合でスコラがユーロリーグの歴代トップスコアラーとなっている。準決勝ではギリシャのパナシナイコスBCと対戦し、結局優勝するチームに敗れた。

### 2020年代
2023-24シーズンは、リーガACBの最終戦でレアル・マドリード・バロンセストに敗れプレーオフ進出を逃し9位でシーズンを終えた。1994-95シーズンに現行のフォーマットが導入されて以降、バスコニアがプレーオフ進出を逃したのは史上初となった。

## 歴代ヘッドコーチ
- ジェリコ・パブリセヴィッチ
- マネル・コマス 1993-1997
- セルヒオ・スカリオーロ 1997-1999
- サルバ・マルドナード 1999
- フリオ・ラマス 1999-2000
- Duško Ivanović 2000-2005
- ペドロ・マルティネス 2005
- ナチョ・レスカーノ 2005
- ヴェルミル・ペラソヴィッチ 2005-2007
- Božidar Maljković 2007
- ネベン・エスパイハ 2007-2008
- Duško Ivanović 2008-2012
- Žan Tabak 2012-2013
- セルヒオ・スカリオーロ 2013-2014
- マルコ・クレスピ 2014
- イボン・ナバーロ 2014-

## シーズン成績
| シーズン | 部 | ディビジョン | 順位 | プレーオフ   | レギュラーシーズン | プレーオフ | コパ・デル・レイ | その他のカップ戦     | その他のカップ戦 | ヨーロッパ大会         | ヨーロッパ大会 | ヨーロッパ大会 |
| -------- | -- | ------------ | ---- | ------------ | ------------------ | ---------- | ---------------- | -------------------- | ---------------- | ---------------------- | -------------- | -------------- |
| 1969-70  | 3  | テルセーラ   | 1    | 昇格         |                    |            | ?                | ?                    | ?                | ?                      | ?              | ?              |
| 1970-71  | 2  | セグンダ     | 2    | ?            | 16-4               | 4-0        | ?                | ?                    | ?                | ?                      | ?              | ?              |
| 1971-72  | 2  | セグンダ     | 1    | 昇格優勝     | 19-3               | 2-0        | ?                | ?                    | ?                | ?                      | ?              | ?              |
| 1972-73  | 1  | プリメーラ   | 10   | ?            | 12-18              | ?          | ベスト4          | ?                    | ?                | ?                      | ?              | ?              |
| 1973-74  | 1  | プリメーラ   | 8    | ?            | 12-16              | ?          | ?                | ?                    | ?                | ?                      | ?              | ?              |
| 1974-75  | 1  | プリメーラ   | 8    | ?            | 8-14               | ?          | ベスト8          | ?                    | ?                | ?                      | ?              | ?              |
| 1975-76  | 1  | プリメーラ   | 8    | 下位グループ | 8-14               | 6-4        | ?                | ?                    | ?                | ?                      | ?              | ?              |
| 1976-77  | 1  | プリメーラ   | 10   | ?            | 8-14               | ?          | 1回戦敗退        | ?                    | ?                | ?                      | ?              | ?              |
| 1977-78  | 1  | プリメーラ   | 10   | ?            | 7-1-14             | ?          | 1回戦敗退        | ?                    | ?                | ?                      | ?              | ?              |
| 1978-79  | 1  | プリメーラ   | 8    | ?            | 9-13               | ?          | ベスト4          | ?                    | ?                | ?                      | ?              | ?              |
| 1979-80  | 1  | プリメーラ   | 11   | ?            | 5-2-15             | ?          | ベスト16         | ?                    | ?                | ?                      | ?              | ?              |
| 1980-81  | 1  | プリメーラ   | 14   | 降格         | 6-20               | ?          | ベスト16         | ?                    | ?                | ?                      | ?              | ?              |
| 1981-82  | 2  | プリメーラB  | 2    | 昇格         | 19-1-6             | ?          | ?                | ?                    | ?                | ?                      | ?              | ?              |
| 1982-83  | 1  | プリメーラ   | 13   | ?            | 3-3-20             | ?          | ベスト16         | ?                    | ?                | ?                      | ?              | ?              |
| 1983-84  | 1  | リーガACB    | 9    | ベスト16     | 7-21               | 2-1        | ベスト16         | ?                    | ?                | ?                      | ?              | ?              |
| 1984-85  | 1  | リーガACB    | 10   | ベスト16     | 8-20               | 0-2        | ?                | コパ・アソシアシオン | 優勝             | ?                      | ?              | ?              |
| 1985-86  | 1  | リーガACB    | 9    | ベスト16     | 16-12              | 0-2        | ?                | コパ・プリンシペ     | ベスト8          | 3 FIBAコラック・カップ | R2             | 0-1-1          |
| 1986-87  | 1  | リーガACB    | 8    | ベスト8      | 13-15              | 2-3        | ?                | コパ・プリンシペ     | R16              | ?                      | ?              | ?              |
| 1987-88  | 1  | リーガACB    | 8    | ベスト8      | 16-12              | 3-2        | ?                | コパ・プリンシペ     | R16              | ?                      | ?              | ?              |
| 1988-89  | 1  | リーガACB    | 7    | ベスト8      | 21-15              | 0-2        | ベスト16         | ?                    | ?                | ?                      | ?              | ?              |
| 1989-90  | 1  | リーガACB    | 7    | ベスト8      | 23-13              | 0-2        | ベスト8          | ?                    | ?                | ?                      | ?              | ?              |
| 1990-91  | 1  | リーガACB    | 4    | ベスト4      | 21-13              | 5-3        | ベスト8          | ?                    | ?                | ?                      | ?              | ?              |
| 1991-92  | 1  | リーガACB    | 4    | ベスト4      | 24-10              | 6-5        | ベスト8          | ?                    | ?                | 3 FIBAコラック・カップ | ベスト8        | 6-6            |
| 1992-93  | 1  | リーガACB    | 11   | ベスト16     | 17-14              | 2-0        | 3位              | ?                    | ?                | 3 FIBAコラック・カップ | GS             | 6-4            |
| 1993-94  | 1  | リーガACB    | 11   | ベスト16     | 16-12              | 1-3        | 準優勝           | ?                    | ?                | 2ヨーロピアン・カップ  | 準優勝         | 11-4           |
| 1994-95  | 1  | リーガACB    | 5    | ベスト8      | 23-15              | 1-2        | 優勝             | ?                    | ?                | 2ヨーロピアン・カップ  | 準優勝         | 12-3           |
| 1995-96  | 1  | リーガACB    | 8    | ベスト8      | 21-17              | 1-2        | ?                | ?                    | ?                | 2ヨーロピアン・カップ  | 優勝           | 13-1-3         |
| 1996-97  | 1  | リーガACB    | 5    | ベスト8      | 20-14              | 1-3        | ?                | ?                    | ?                | 3 FIBAコラック・カップ | R16            | 8-2            |
| 1997-98  | 1  | リーガACB    | 2    | 準優勝       | 27-7               | 7-3        | ベスト8          | ?                    | ?                | 3 FIBAコラック・カップ | R32            | 5-3            |
| 1998-99  | 1  | リーガACB    | 5    | ベスト8      | 24-10              | 1-3        | 優勝             | ?                    | ?                | 1ユーロリーグ          | GS             | 4-6            |
| 1999-00  | 1  | リーガACB    | 4    | ベスト4      | 21-13              | 4-5        | ベスト8          | ?                    | ?                | 2サポルタ・カップ      | R16            | 9-5            |
| 2000-01  | 1  | リーガACB    | 3    | ベスト4      | 27-7               | 5-4        | ベスト8          | ?                    | ?                | 1ユーロリーグ          | 準優勝         | 15-7           |
| 2001-02  | 1  | リーガACB    | 1    | 優勝         | 24-10              | 9-2        | 優勝             | ?                    | ?                | 1ユーロリーグ          | T16            | 13-7           |
| 2002-03  | 1  | リーガACB    | 6    | ベスト8      | 18-16              | 2-3        | 準優勝           | ?                    | ?                | 1ユーロリーグ          | T16            | 11-9           |
| 2003-04  | 1  | リーガACB    | 3    | ベスト4      | 28-6               | 4-4        | 優勝             | ?                    | ?                | 1ユーロリーグ          | T16            | 13-7           |
| 2004-05  | 1  | リーガACB    | 2    | 準優勝       | 28-6               | 8-5        | ベスト4          | スーペルコパ         | 4位              | 1ユーロリーグ          | 準優勝         | 13-11          |
| 2005-06  | 1  | リーガACB    | 2    | 準優勝       | 25-9               | 6-4        | 優勝             | スーペルコパ         | 優勝             | 1ユーロリーグ          | 3位            | 18-7           |
| 2006-07  | 1  | リーガACB    | 3    | ベスト4      | 26-8               | 5-3        | ベスト4          | スーペルコパ         | 優勝             | 1ユーロリーグ          | 4位            | 20-4           |
| 2007-08  | 1  | リーガACB    | 1    | 優勝         | 22-12              | 7-1        | 準優勝           | スーペルコパ         | 優勝             | 1ユーロリーグ          | 4位            | 16-9           |
| 2008-09  | 1  | リーガACB    | 2    | 準優勝       | 28-4               | 5-4        | 優勝             | スーペルコパ         | 優勝             | 1ユーロリーグ          | ベスト8        | 14-7           |
| 2009-10  | 1  | リーガACB    | 1    | 優勝         | 27-7               | 8-2        | ベスト4          | スーペルコパ         | ベスト4          | 1ユーロリーグ          | ベスト8        | 11-9           |
| 2010-11  | 1  | リーガACB    | 4    | ベスト4      | 23-11              | 2-3        | ベスト4          | スーペルコパ         | ベスト4          | 1ユーロリーグ          | ベスト8        | 10-10          |
| 2011-12  | 1  | リーガACB    | 3    | ベスト4      | 23-11              | 4-3        | ベスト4          | スーペルコパ         | 準優勝           | 1ユーロリーグ          | RS             | 5-5            |
| 2012-13  | 1  | リーガACB    | 5    | ベスト8      | 25-9               | 1-2        | ベスト4          | ?                    | ?                | 1ユーロリーグ          | ベスト8        | 13-15          |
| 2013-14  | 1  | リーガACB    | 6    | ベスト8      | 19-15              | 0-2        | ベスト8          | スーペルコパ         | ベスト4          | 1ユーロリーグ          | T16            | 11-13          |
| 2014-15  | 1  | リーガACB    | 6    | ベスト8      | 19-15              | 1-2        | ?                | スーペルコパ         | SF               | 1ユーロリーグ          | T16            | 11-13          |
| 2015-16  | 1  | リーガACB    | 4    | ベスト4      | 24-10              | 3-4        | ---              | スーペルコパ         | SF               | 1ユーロリーグ          | 4位            | 18-11          |
| 2016-17  | 1  | リーガACB    | 3    | ベスト4      | 23-9               | 3-4        | SF               | スーペルコパ         | SF               | 1ユーロリーグ          | 7位            | 17-16          |
| 2017-18  | 1  | リーガACB    | 2    | 準優勝       | 25-9               | 6-4        | ベスト8          | ---                  | ---              | 1ユーロリーグ          | 7位            | 17-17          |
| 2018-19  | 1  | リーガACB    | 5    | ベスト8      | 26-8               | 0-2        | ベスト8          | スーペルコパ         | 準優勝           | 1ユーロリーグ          | 7位            | 16-18          |
| 2019-20  | 1  | リーガACB    | 1    | 優勝         | 12-11              | 5-2        | ---              | ---                  | ---              | 1ユーロリーグ          | ---            | 12-16          |
| 2020-21  | 1  | リーガACB    | 5    | ベスト8      | 23-13              | 1-2        | SF               | スーペルコパ         | SF               | 1ユーロリーグ          | 10位           | 18-16          |
| 2021-22  | 1  | リーガACB    | 4    | ベスト4      | 20-14              | 3-4        | ---              | ---                  | ---              | 1ユーロリーグ          | 9位            | 12-16          |
| 2022-23  | 1  | リーガACB    | 5    | ベスト8      | 28-6               | 0-2        | ベスト8          | ---                  | ---              | 1ユーロリーグ          | 9位            | 18-16          |
| 2023-24  | 1  | リーガACB    | 9    | ---          | 18-16              | ---        | ---              | ---                  | ---              | 1ユーロリーグ          | 8位            | 19-20          |

## タイトル

### 国内大会
- リーガACB
  - 優勝 (4): 2001-02, 2007-08, 2009-10, 2019-20
- コパ・デル・レイ
  - 優勝 (6): 1995, 1999, 2002, 2004, 2006, 2009
- スーペルコパ・デ・エスパーニャ
  - 優勝 (4): 2005, 2006, 2007, 2008
- コパ・プリンシペ・デ・アストゥリアスACB
  - 優勝 (1): 1985
- LEB（2部）
  - 優勝 (1): 1971-72
- エウスカル・コパ（バスク・カップ）
  - 優勝 (2): 2011, 2012

### ヨーロッパ大会
ユーロリーグ
- 準優勝 (2): 2000-01, 2004-05

FIBAサポルタ・カップ
- 優勝 (1): 1995-96
- 準優勝 (2): 1993-94, 1994-95

## 個人賞
- リーガACB最優秀選手賞
  - ケニー・グリーン 1997
  - アンドレ・ノシオーニ 2004
  - ルイス・スコラ 2005, 2007
  - ティアゴ・スプリッター 2010
  - フェルナンド・サン・エメテリオ 2011

- リーガACB新人選手賞
  - ミルツァ・テレトヴィッチ 2008

- リーガACBファイナル最優秀選手賞
  - エルマー・ベネット 2002
  - ピート・ミッキール 2008
  - ティアゴ・スプリッター 2010

- コパ・デル・レイ最優秀選手賞
  - ジョー・アーラッカス 1993
  - ヴェリミール・ペラソヴィッチ 1994
  - パブロ・ラソ 1995
  - エルマー・ベネット 1999
  - デヤン・トマシェヴィッチ 2002
  - パブロ・プリジオーニ 2007
  - ミルツァ・テレトヴィッチ 2009

- スーペルコパ・デ・エスパーニャ最優秀選手賞
  - ルイス・スコラ 2005
  - ティアゴ・スプリッター 2006, 2007
  - パブロ・プリジオーニ 2008

- リーガACB3Pシュートチャンピオン
  - フアン・エスピル 1997
  - イゴール・ラコセビッチ 2007

- オールACB・1stチーム
  - アンドレ・ノシオーニ 2004, 2013
  - ルイス・スコラ 2004, 2005, 2006, 2007
  - ホセ・カルデロン 2005
  - パブロ・プリジオーニ 2006, 2007, 2009
  - イゴール・ラコセビッチ 2009
  - ティアゴ・スプリッター 2010
  - マルセリーニョ・ウエルタス 2011
  - フェルナンド・サン・エメテリオ 2011
  - ミルツァ・テレトヴィッチ 2012

- オール・ユーロリーグ・1stチーム
  - デヤン・トマシェヴィッチ 2002
  - アルヴィーダス・マツィヤウスカス 2005
  - ルイス・スコラ 2006, 2007
  - ティアゴ・スプリッター 2008
  - イゴール・ラコセビッチ 2009
  - フェルナンド・サン・エメテリオ 2011
  - ヤニス・ブルシス（英語版） 2016
  - トルニケ・シェンゲリア（英語版） 2018

- オール・ユーロリーグ・2ndチーム
  - アンドレ・ノシオーニ 2003, 2004
  - ルイス・スコラ 2005
  - パブロ・プリジオーニ 2006, 2007
  - イゴール・ラコセビッチ 2007
  - ティアゴ・スプリッター 2009, 2010
  - ビンセント・ポイエー 2019
  - ダリアス・トンプソン（英語版）

## 著名な歴代所属選手
| - ホセ・カルデロン - フェルナンド・サン・エメテリオ - パウ・リバス - セルジ・ビダル - ホルヘ・ガルバホサ - ミケル・クアドラ - シャビエル・ダバリーリョ - ビセンテ・ラフエンテ - パブロ・ラソ - アルベルト・オルテガ - アイトル・サラテ - カルロス・カソルラ - ロベルト・イニーゲス - アンドレ・ガルシア - ルチョ・フェルナンデス - マルティン・ブエサ - マルセロ・ウェルタス - ティアゴ・スプリッター - エシー・ホリス - スクーター・バリー - ライアン・ボウエン - ケイシー・ジェイコブセン - トラヴィス・ハンセン - ヴィクター・アレクサンダー - ジェローム・アレン - J.J.アンダーソン - ジョー・アーラッカス - ケン・バニスター - エルマー・ベネット - アンソニー・ボナー - リッキー・ブラウン - ライオネル・チャルマース - クリス・コーチアニ | - パット・ダーラム - リントン・ジョンソン - ランドルフ・キーズ - ピート・ミッキール - ウィル・マクドナルド - ラリー・ミッチョー - ドリュー・ニコラス - ダン・オサリバン - ラマー・オドム - ルー・ロー - ブレント・スコット - ジェームズ・シングルトン - マット・ステイジェンガ - ニキータ・ウィルソン - デヴィッド・ウッド - ラシャード・グリフィス - シェーン・ラーキン - チェイス・バディンジャー - ジョーダン・マクレー - パット・バーク - ルイス・スコラ - ウォルテル・エルマン - パブロ・プリジオーニ - マルセロ・ニコラ - アンドレ・ノシオーニ - ファブリシオ・オベルト - ルーベン・ウォルコースキー - ウーゴ・スコノチーニ - ニコラス・ラプロビットラ - パトリシオ・ガリーノ - ティボー・プライス - ステファノ・ルスコーニ - アンドレア・バルニャーニ - コーネール・デーヴィッド - アダム・ハンガ - アルヴィーダス・マツィヤウスカス - シマス・ヤサイティス - サウリュス・シュトンベルガス - ミンダウガス・ティミンスカス | - リマンタス・カウケナス - プレドラグ・ドロブニャク - ミロスラヴ・ベリッチ - デヤン・トマショヴィッチ - イゴール・ラコセヴィッチ - ヴラディミール・ミコヴ - ハンノ・モットーラ - ヴェルミール・ペラショヴィッチ - ゾラン・プラニニッチ - ロコ・ウキッチ - Richard Petruška - エンデル・アルスラン - セルカン・エルドガン - Kaya Peker - アンドリュー・ベッツ - ケビン・セラフィン - Jim Bilba - Laurent Foirest - William Warren Phillips - ティエリ・ガドー - トーマス・エウテル - Christos Harisis - Lior Eliyahu - ミーザ・テレトヴィッチ - ゴラン・ドラギッチ - Thomas Kelati - マーチェイ・ランペ - David Logan - カルロス・アローヨ - / ゲイブ・ムオネケ |

## NBAチームとの試合
| 2010年10月14日 |

| Boxscore |

| メンフィス・グリズリーズ | 110–105 | カハ・ラボラル |

| 2010年10月16日 |

| Boxscore |

| サン・アントニオ・スパーズ | 108–85 | カハ・ラボラル |